# Pete Hegseth

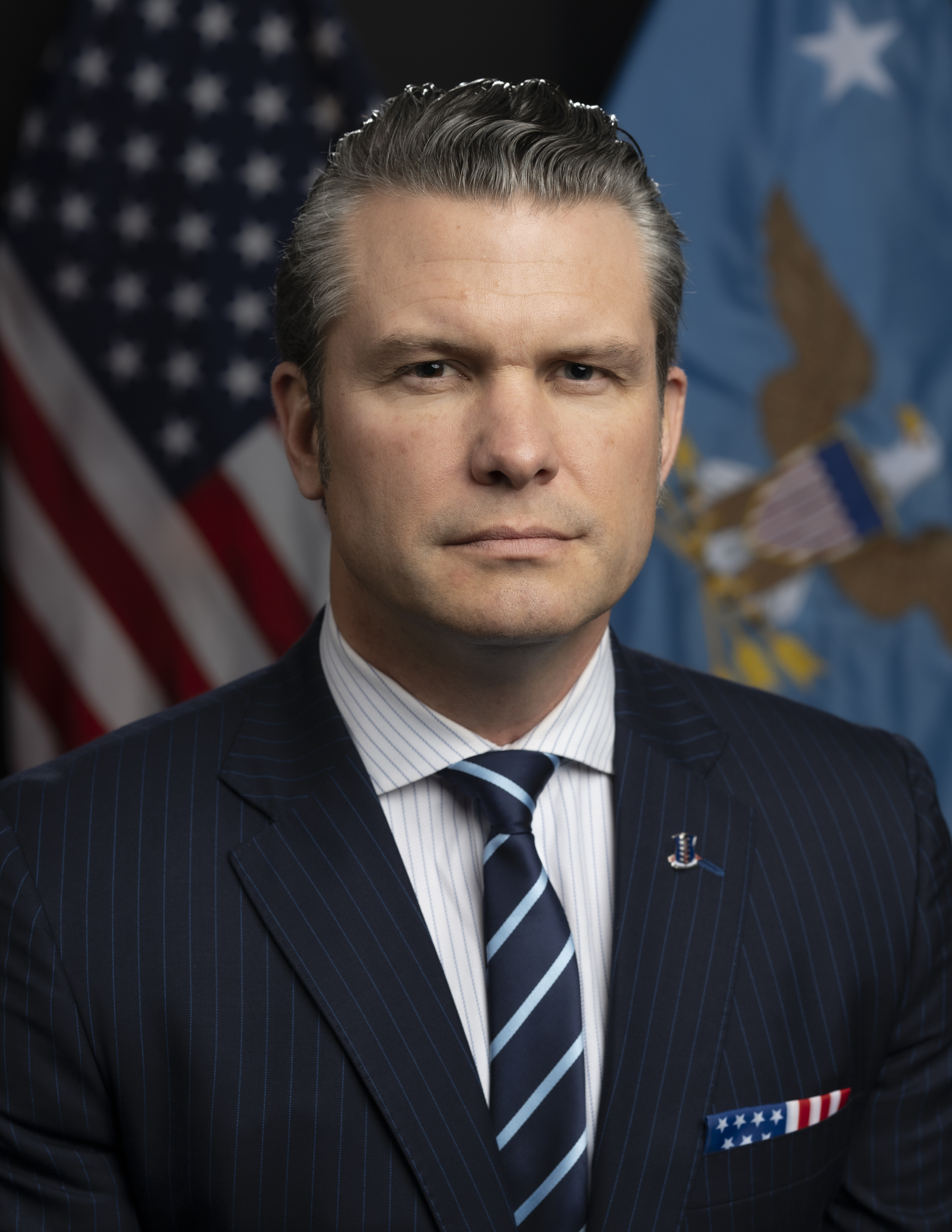
Pete Hegseth (2025)

Peter Brian „Pete“ Hegseth (ˈhɛɡ-sɛt; * 6. Juni 1980 in Minneapolis, Minnesota) ist ein US-amerikanischer Politiker der Republikanischen Partei, ehemaliger Fernsehkommentator, Autor und Ex-Major der Heeres-Nationalgarde. Seit Januar 2025 ist er Verteidigungsminister der Vereinigten Staaten im zweiten Kabinett von Donald Trump.

## Leben

### Herkunft und Studium
Pete Hegseths Vorfahren stammten auf beiden Seiten der Familie aus Norwegen. Er wuchs in Forest Lake auf. Nach Abschluss der Forest Lake Area High School erwarb er an der Princeton University 2003 einen Bachelor of Arts in Politikwissenschaft. In Princeton war Hegseth Herausgeber der konservativen studentischen Zeitschrift The Princeton Tory. Hegseth spielte im Basketball-Team der Princeton Tigers. Nach seiner Militärzeit in Kuba, Irak und Afghanistan erwarb er 2013 einen Master of Public Policy an der John F. Kennedy School of Government der Harvard University.

### Militärdienst

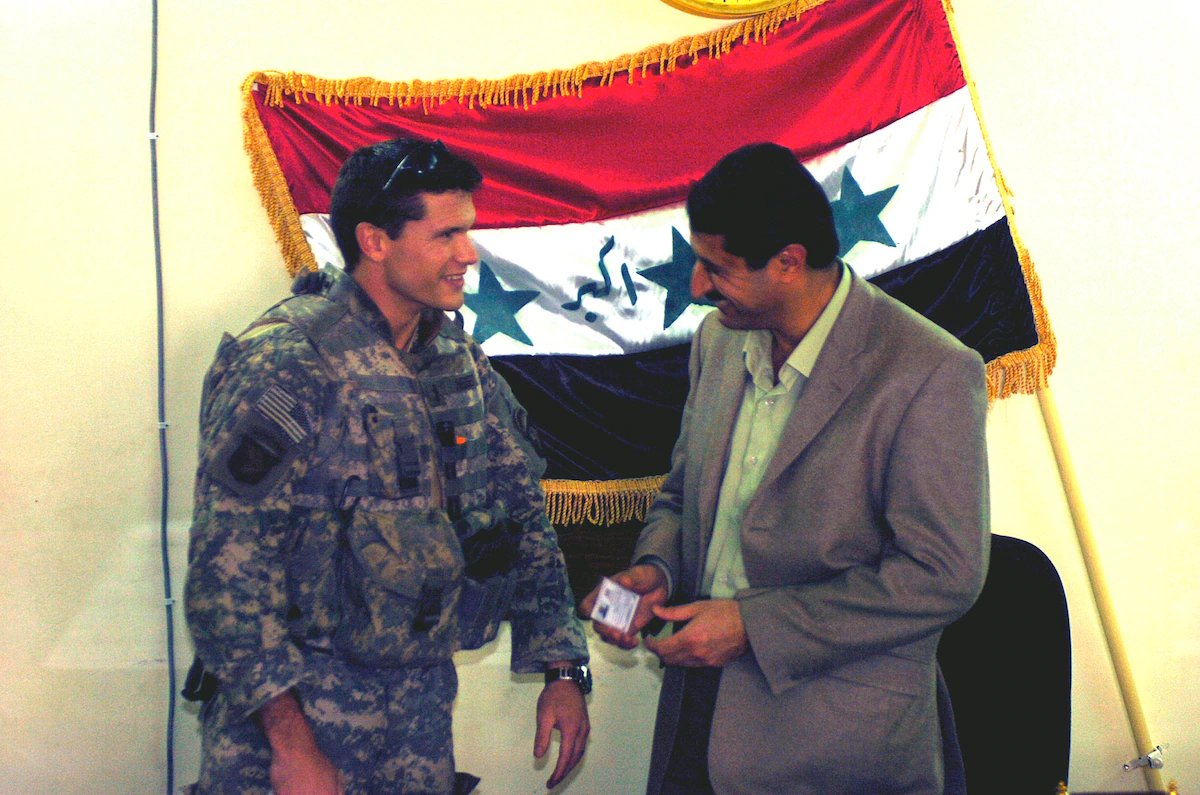
Hegseth in Samarra, Irak (2005)

Nach seinem Abschluss in Princeton im Jahr 2003 begann Hegseth bei Bear Stearns als Analyst für Aktienkapitalmärkte und diente außerdem als Infanterieoffizier bei der Minnesota National Guard. Hegseth war von 2004 bis 2005 auf dem Marinestützpunkt in der Guantanamo-Bucht eingesetzt, wo er im 3. Bataillon des 187. Infanterieregiments der 101st Airborne Division als Zugführer diente und mit der Army Commendation Medal ausgezeichnet wurde. Kurz nach seiner Rückkehr aus Kuba meldete sich Hegseth freiwillig zum Dienst in Bagdad und Samarra im Krieg im Irak, wo er zunächst als Infanteriezugführer und später im Bereich der zivil-militärischen Zusammenarbeit (ZMZ/CIMIC) diente. Während seiner Zeit im Irak wurde er mit der Bronze Star Medal, dem Combat Infantryman Badge und einer zweiten Army Commendation Medal ausgezeichnet. Von 2007 bis 2009 leitete er die kleine Veteranen-Organisation Vets for Freedom. Hegseth kehrte 2012 als Hauptmann in den aktiven Dienst zurück und wurde mit der Minnesota Army National Guard in den Krieg in Afghanistan entsandt, wo er im Counterinsurgency Training Center in Kabul als Ausbilder für Aufstandsbekämpfung tätig war. Er erhielt dort die zweite Bronze Star Medal. 2014 wurde Hegseth zum Major befördert und schied aus dem aktiven Dienst aus, um der Army Individual Ready Reserve zugewiesen zu werden. Im Jahr 2019 trat Hegseth nach fünf Jahren in der Army Individual Ready Reserve wieder in die Nationalgarde ein.
Im Januar 2021 sollte Hegseth ursprünglich als Teil seiner Nationalgardeeinheit und als einer von insgesamt 20.000 Nationalgardisten die Amtseinführung von Joe Biden absichern. Er wurde jedoch aufgrund seiner Tätowierungen als einer von 12 Nationalgardisten als potenzielles Sicherheitsrisiko eingestuft und von der Aufgabe abberufen. Er ist unter anderem mit einem Sturmgewehr vor der US-Flagge und mit dem Jerusalemkreuz tätowiert. Die Tätowierungen werden häufig von Mitgliedern rechtsextremer nationalistischer Gruppen getragen.

### Fernsehen
Ab 2014 war Hegseth bei Fox News angestellt. Während seiner Zeit dort interviewte er häufiger Donald Trump. Bei den republikanischen Präsidentschaftsvorwahlen 2016 unterstützte Hegseth zunächst Marco Rubio, dann Ted Cruz und schließlich Donald Trump in dessen Wahlkampf. Als Moderator von Fox News kritisierte er häufig die Medien und die Demokraten. So kritisierte er die Untersuchung des Sonderermittlers Robert Mueller zur russischen Einflussnahme auf den US-Wahlkampf im Jahr 2016. Ab dem Jahr 2021 war Hegseth regelmäßiger Gast bei der Talkshow Unfiltered with Dan Bongino.

### Politische Karriere

#### Konservative Think Tanks und Interessengruppen
Nach seinem Militärdienst arbeitete Hegseth kurzzeitig beim konservativen Think Tank Manhattan Institute for Policy Research. Von 2007 bis 2012 übernahm er bei Vets For Freedom – eine Organisation, die 2006 von Veteranen des Irak- und Afghanistankriegs gegründet wurde und Verbindungen zu führenden Vertretern der Republikanischen Partei unterhielt – die Stelle als Executive Director (Geschäftsführer). Die Organisation setzte sich für eine stärkere Truppenpräsenz im Irak und in Afghanistan ein. Im Jahr 2012 gründete Hegseth die Organisation MN PAC, ein Political Action Committee (PAC) für die republikanische Partei mit Sitz im US-Bundesstaat Minnesota. Medienberichten zufolge entnahm Hegseth 5.000 US-Dollar aus dem Wahlkampffonds für private Weihnachtsfeiern, was jedoch nicht gegen geltendes Recht in Minnesota verstieß. Weniger als die Hälfte der gesamten Wahlkampfmittel (insgesamt standen 15.000 US-Dollar zur Verfügung) wurde für die Unterstützung republikanischer Kandidaten eingesetzt. 2018 wurde das Konto der Organisation aufgelöst. Hegseth war Geschäftsführer von Concerned Veterans for America, einer von den Koch-Brüdern (Charles G. Koch und David Koch) finanzierten Interessenvertretung. Die Gruppe befürwortete eine stärkere Privatisierung des Kriegsveteranenministeriums. Während Hegseth Geschäftsführer war, stellte Concerned Veterans for America seinen Bruder Philip ein und zahlte ihm laut Steuerunterlagen aus den Jahren 2016 und 2017 insgesamt 108.000 US-Dollar. Seiner LinkedIn-Seite zufolge verließ er die Gruppe im Jahr 2015.
Im Jahr 2012 kandidierte Hegseth für die republikanische Nominierung für den Senat in Minnesota. Er zog sich nach dem Parteitag im Mai 2012, vor den republikanischen Vorwahlen im August, aus dem Rennen zurück; der Kandidat Kurt Bills gewann die Nominierung.

#### Nominierung als Verteidigungsminister
Für die erste Amtszeit Trumps war Hegseth im Gespräch als Minister für Veteranenangelegenheiten, welcher letztlich David Shulkin wurde. Im November 2024, als zu dieser Zeit designierte Präsident, kündigte Trump an, Hegseth als Verteidigungsministerin sein zweites Kabinett aufzunehmen. Die Nominierung von Hegseth wurde in Teilen der Republikanischen Partei skeptisch aufgenommen, weil Hegseth keinerlei administrative Erfahrung hatte. Der US-Verteidigungsminister ist verantwortlich für fast 750.000 Zivilangestellte, für über 1,3 Millionen Soldaten und für ein Budget von rund 850 Milliarden Dollar. Am 24. Januar 2025 wurde Hegseth im Amt bestätigt. Da nach den drei Gegenstimmen von Mitch McConnell, Lisa Murkowski und Susan Collins ein Patt im Senat herrschte, gab letztendlich die Stimme von US-Vizepräsident JD Vance den Ausschlag für die Bestätigung. Er war erst der zweite Fall, nach Betsy DeVos (Ministerin für Bildung im Jahr 2017), wo bei einer Kabinettsernennung der US-Vizepräsident ein Stimmenpatt auflösen musste. Das ablehnende Votum der Senatorinnen Murkowski und Collins kam nicht unerwartet, da diese bereits häufiger nicht der Linie der Fraktion gefolgt waren. Bemerkenswert war die ablehnende Haltung McConnells, die er folgendermaßen begründete: „Die effektive Verwaltung von fast drei Millionen militärischen und zivilen Mitarbeitern, einem Jahreshaushalt von fast einer Billion Dollar und von Bündnissen und Partnerschaften auf der ganzen Welt ist ein täglicher Test mit erschütternden Folgen für die Sicherheit des amerikanischen Volkes und unsere globalen Interessen. Herr Hegseth hat bisher nicht gezeigt, dass er diese Prüfung bestehen wird. Zum Zeitpunkt seines Amtsantritts sind die Folgen eines Scheiterns so gravierend wie nie zuvor.“

#### Arbeit als Verteidigungsminister

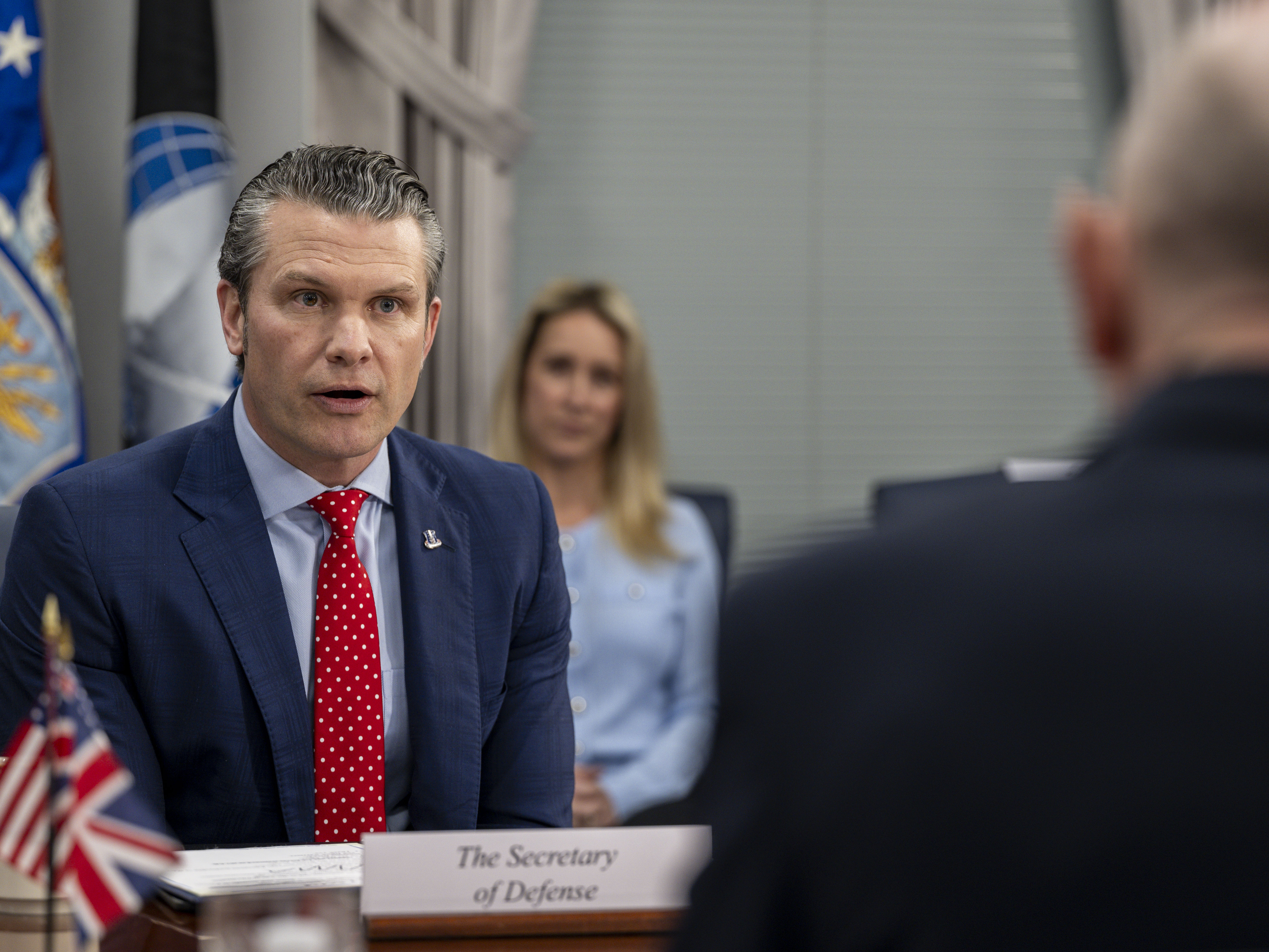
Pete Hegseth und seine Frau Jennifer bei Treffen mit dem britischen Verteidigungsminister John Healey (2025)

Mitte März 2025 ereignete sich ein Vorfall, der als Signalgate-Affäre Bekanntheit erlangte. Michael Waltz, der Nationale Sicherheitsberater, hatte bei Einrichtung eines vertraulichen Gruppenchats von hochrangigen Mitgliedern der US-Regierung auf Signal versehentlich Jeffrey Goldberg, den Chefredakteur des Polit-Magazins The Atlantic, hinzugefügt. Im Chat wurden die bevorstehenden Angriffe der US-Army gegen die Huthi-Miliz im Jemen besprochen. Zwei Stunden vor dem Angriff gab Hegseth detaillierte Informationen zum Zeitplan, Ablauf des Angriffs, Einsatz der Waffensysteme und den Zielen im Chat. Im Chat kam auch eine sehr aggressive Einstellung der US-Regierung gegenüber Europa zum Vorschein. Goldberg veröffentlichte darüber den Bericht The Trump Administration Accidentally Texted Me Its War Plans (deutsch: Die Trump-Administration hat mir versehentlich ihre Kriegspläne geschickt). Hegseth stritt die Verantwortung ab. Er behauptete niemand habe Kriegspläne weitergegeben. Goldberg bezeichnete er als „einen betrügerischen und hochgradig diskreditierten sogenannten Journalisten“. Trump gab sich zunächst ahnungslos, Politiker der Demokraten gaben an, sie seien „fassungslos“, Vertreter der Republikaner versuchten, „den Vorfall herunterzuspielen“ und griffen Goldberg persönlich an. Der demokratische Senator und Militärexperte Jack Reed bezeichnete den Vorfall als „eines der ungeheuerlichsten Versäumnisse der operativen Sicherheit und des gesunden Menschenverstandes“, die er je gesehen habe. Am 25. März 2025 bestätigten Teilnehmende des Chats, darunter Geheimdienstkoordinatorin Tulsi Gabbard und CIA-Chef John Ratcliffe, unter Eid vor einem Kongressausschuss, sie könnten sich an spezifische Details der Nachrichten nicht erinnern und es seien auch keine geheimen Informationen ausgetauscht worden. Sicherheitsberater Waltz übernahm die Verantwortung für die Hinzufügung von Goldberg in den Chat, betonte aber, er könne sich nicht erklären, wie es dazu gekommen sei. Am folgenden Tag veröffentlichte Goldberg gemeinsam mit Shane Harris ein Gesprächsprotokoll mit vollem Wortlaut, um zu belegen, dass vorab tatsächlich militärische Details zu der geplanten Operation geteilt worden seien. Das Verteidigungsministerium warnte zuletzt am 18. März 2025 US-Militärs vor der Nutzung von Signal, da eine Schwachstelle in der Signal Messenger-Anwendung festgestellt wurde. Zudem gab es den Hinweis, dass professionelle russische Hackergruppen diese Funktion nutzten, um verschlüsselte Chats und Personen auszuspionieren. US-Militärs sei Signal zwar erlaubt, solle aber nicht genutzt werden, um nicht öffentliche Informationen zu teilen. Schon 2023 warnte ein Memo davor, Signal für nicht öffentliche Informationen zu nutzen. Mehrere abgeordnete Demokraten forderten daraufhin den Rücktritt von Hegseth.
Ende April 2025 meldete die New York Times, dass Hegseth in einer weiteren Signal-Chatgruppe mit einem Dutzend Mitglieder aus seinem persönlichen und beruflichen Umfeld ebenfalls Infos zum Angriff auf die Huthi geteilt hatte. In dieser Signal-Chatgruppe waren auch seine Frau, sein Bruder und sein persönlicher Anwalt. Diese zweite Signal-Chatgruppe soll er selbst erstellt haben. Chuck Schumer, Minderheitsführer der Demokraten im Senat, forderte daraufhin die Entlassung von Hegseth. Auch Don Bacon, republikanischer Abgeordneter im Repräsentantenhaus der Vereinigten Staaten, forderte Konsequenzen für Verteidigungsminister Hegseth.
Das Wall Street Journal berichtete im März 2025, dass Hegseth seine Frau zu zwei Treffen mit ausländischen Verteidigungsbeamten mitgebracht habe, bei denen sensible Informationen besprochen worden seien. Dies betreffe zum einen ein Treffen im Februar 2025 in Brüssel mit NATO-Beamten und zum anderen ein Treffen im März 2025 im Pentagon mit dem britischen Verteidigungsminister John Healey. Unterdessen berichtete die Associated Press im März 2025, dass Hegseths Bruder Phil Hegseth von der Trump-Administration als leitender Berater von Hegseth geführt wurde und Hegseth zu Treffen, auch im Kongress, und auf offiziellen Auslandsreisen begleitet habe. Phil Hegseth, der zuvor in den Bereichen Podcasting und Medienarbeit tätig war, ist im Pentagon als Verbindungsmann zwischen dem Heimatschutzministerium und dem Verteidigungsministerium tätig.
Im März 2025 berichtete die The Washington Post über ein von Hegseth verfasstes geheimes neunseitiges Memorandum über die vorläufigen strategischen Leitlinien für die Landesverteidigung, nach dem sich der alleinige Fokus auf die Abwehr einer möglichen Invasion Taiwans durch China richten soll. Die US-Streitkräfte sollen sich auf einen Krieg mit der VR China so weit vorbereiten, dass man ihn gewinnen könne. Die Zuständigkeit für die Bedrohung durch Russland liege überwiegend bei den europäischen Ländern der NATO. Die US-Präsenz im Nahen Osten solle sich zukünftig auf Terrorismusgruppen konzentrieren, die auch innerhalb der USA angreifen könnten. Damit würden Terrororganisationen wie die Huthi, Hisbollah und Hamas, die im Nahen Osten aktiv sind, nicht unter die Priorisierung fallen. Im Nahen Osten sollten europäische Truppen aktiv eingreifen. Das Dokument enthielt Passagen, die mit denen im Project 2025 fast Wort für Wort identisch waren. Einer der Koautoren des Project 2025 der Heritage Foundation, Alexander Velez-Green, war zeitgleich übergangsweise der oberste politische Beamte des Pentagon.
Am 24. April 2025 trat der Stabschef von Hegseth, Joe Kasper, zurück. Vorher gab es wochenlange Reibereien zwischen ihm und anderen hochrangigen Beratern. In der Woche davor wurden drei Spitzenbeamte wegen dieser Reibereien entlassen. John Ullyot, ehemaliger Pressesprecher  Hegseths berichtete von einem „Monat des totalen Chaos im Pentagon“.

### Privatleben
Hegseth war in erster Ehe mit Meredith Schwarz verheiratet – sie ließen sich 2009 scheiden. 2010 heiratete er Samantha Deering; sie haben zusammen drei Kinder. Im August 2017, während er noch mit Deering verheiratet war, bekam Hegseth eine Tochter mit der Fox-Produzentin Jennifer Rauchet, mit der er zu diesem Zeitpunkt eine außereheliche Beziehung führte. Im selben Jahr ließen sich Deering und Hegseth scheiden und Hegseth heiratete 2019 Rauchet. Auch Rauchet war während der Beziehung noch mit einem anderen Mann verheiratet, mit dem sie drei Kinder hat. Bei einer Anhörung vor dem Militärausschuss im Senat im Januar 2025 wurde er auf seinen Ehebruch angesprochen; Hegseth erklärte dazu, Jesus Christus habe ihm persönlich verziehen, und so sei er mit Gott und der Welt im Reinen und könne das Pentagon leiten, damit Amerika Kriege nicht nur endlos führen müsse, sondern gewinnen möge.
Hegseth lebt in Goodlettsville, in der Nähe von Nashville im US-Bundesstaat Tennessee.

## Weitere Kontroversen
In der Folge der Nominierung als Verteidigungsminister wurde Hegseth vorgeworfen, im Oktober 2017 eine Frau in einem Hotel im kalifornischen Monterey sexuell angegriffen zu haben. Er hatte sich später in einer Vereinbarung mit Verschwiegenheitsklausel zu einer Geldzahlung an die Frau verpflichtet. Nach seiner Darstellung sei dies geschehen, da er in Zeiten von #MeToo eine Bedrohung für seine Beschäftigung bei Fox News befürchtet habe. Der Sex sei einvernehmlich gewesen.
Am 1. Dezember 2024 veröffentlichte der New Yorker einen auf Whistleblower gestützten Bericht, nachdem es sowohl bei der Leitung von Veterans for Freedom wie auch bei Concerned Veterans for America durch Hegseth zu Alkoholmissbrauch, sexuellen Übergriffen und dem Missbrauch von finanziellen Mitteln der Organisationen gekommen sei. Veterans for Freedom habe sich durch sein Missmanagement am Rande des Bankrotts befunden.

## Positionen

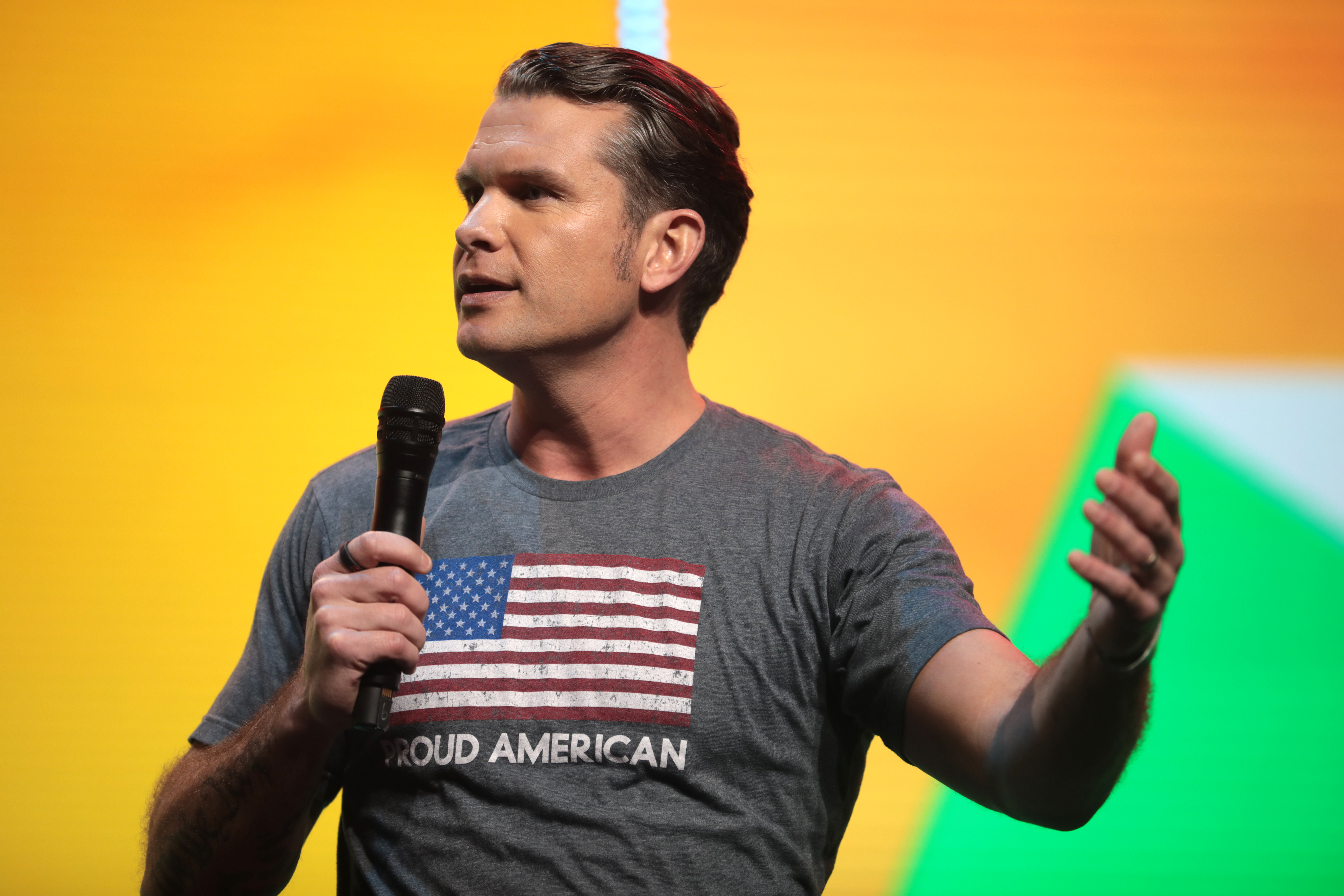
Pete Hegseth (2020)

Im Jahr 2018 erklärte er auf dem National Council of Young Israel: „Zionismus und Amerikanismus sind die Frontlinien der westlichen Zivilisation und Freiheit in unserer heutigen Welt.“
The Daily Beast und CNN berichteten im Jahr 2019, dass Hegseth versucht habe, US-Präsident Trump davon zu überzeugen, mehrere US-amerikanische Kriegsverbrecher zu begnadigen. Gleichzeitig diskutierte Hegseth diese Fälle auf Fox News, ohne offenzulegen, dass er Trump geraten hatte, sie zu begnadigen. Noch im selben Jahr begnadigte Trump drei wegen Kriegsverbrechen angeklagte oder verurteilte Militärangehörige. Kurz bevor Trump seine Entscheidung bekannt gab, deutete Hegseth an, dass Trump im Begriff sei, in den Fällen „unmittelbare Maßnahmen“ zu ergreifen.
Im Jahr 2020 äußerte sich Hegseth zustimmend zur Entscheidung von US-Präsident Trump, den iranischen General Qasem Soleimani zu töten. Er forderte Trump auf, den Iran zu bombardieren, darunter auch Welterbestätten im Iran, wenn dort Waffen gelagert seien. Im Jahr 2022 erklärte er, sein Diplom „zurück an den Absender“ zu schicken mit der Begründung, dass Universitäten wie Harvard die Köpfe der Kinder mit Kritischer Theorie „vergiften“ würden. Hegseth kündigte als designierter Verteidigungsminister an, alle „woken“ Offiziere, die sich an der Implementierung von DEI-Programmen (DEI: Diversity, Equity, and Inclusion) im US-Militär beteiligt haben, zu entlassen. Hegseth äußerte sich außerdem kritisch gegenüber Soldatinnen; diese seien der Effektivität von kämpfenden Einheiten abträglich. Hegseth leugnet den Klimawandel und bestritt oder verzerrte bei Fox News immer wieder Erkenntnisse der Klimaforschung. Die Klimaforschung bezeichnete er als „Religion“ und als linke Verschwörung, mit der Linke „Gott spielen“ und Regierungskontrolle über die amerikanische Bevölkerung ausüben wollten.
Vor dem Militärausschuss im Senat machte Hegseth im Januar 2025 deutlich, dass die Genfer Konventionen für ihn ein Übereinkommen aus Zeiten sei, in denen Kriege anders geführt worden seien; die US-Regierung werde sich nicht an Regeln halten, die von internationalen Organisationen aufgestellt würden. Er machte klar, dass es die einzige Aufgabe der US-Armee sei, zu töten.

## Rezeption
Hegseths Tätowierungen, politische Ansichten, religiöse Zugehörigkeit und Herkunft stimmen laut Matthew D. Taylor, einem Wissenschaftler am Institute for Islamic, Christian, and Jewish Studies (ICJS), mit einer extremen Form des Christlichen Nationalismus überein. In den Vereinigten Staaten ist bspw. das Jerusalemkreuz, das sich Hegseth hat tätowieren lassen, in bestimmten Zusammenhängen umstritten, da es von einigen politischen und nationalistischen Gruppen verwendet wird, deren Ideologie häufig auf Christlichem Nationalismus basiert. Hegseth ist eng mit der reformierten Rekonstruktionismus-Bewegung verbunden, einer Gruppierung, die die Anwendung „biblischer Gesetze“ in der Gesellschaft fördert, aggressive maskulinistische Werte hochhält, ausschließlich männliche Führungsstrukturen befürwortet und an die aktive Vorbereitung der Welt auf die prophezeite Rückkehr Jesu glaubt. Die Glaubensgemeinschaft hat eine Affinität zu den Kreuzzügen, den militärischen Feldzügen, die im Mittelalter von europäischen Christen geführt wurden, um die Muslime aus dem Heiligen Land zu vertreiben. Der Kreuzzugs-Schlachtruf Deus vult, den Hegseth als Tätowierung auf dem Arm trägt, wird von rechtsextremen Kreisen genutzt, um eine Brücke zu den Kreuzzügen zu schlagen. Der Rekonstruktionismus ist dafür bekannt, alternative Bildungssysteme wie Heimunterricht oder christliche Akademien, in denen die Schüler aus einer theokratischen Perspektive unterrichtet werden, zu unterstützen.

## Militärauszeichnungen
|  | Combat Infantryman Badge              |
|  | Bronze Star (x2)                      |
|  | Army Commendation Medal (x2)          |
|  | National Defense Service Medal        |
|  | Afghanistan Campaign Medal            |
|  | Iraq Campaign Medal                   |
|  | Global War on Terrorism Service Medal |
|  | Expert Infantryman Badge              |

## Buchveröffentlichungen
- In the Arena. Threshold Editions, New York 2016, ISBN 978-1-4767-4934-1.
- American Crusade. 2020. Center Street. ISBN 978-1-5460-9874-4
- Battle for the American Mind: Uprooting a Century of Miseducation. 2022. Broadside Books. ISBN 978-0-06-321504-7
- The War on Warriors: Behind the Betrayal of the Men Who Keep Us Free. 2024. Broadside Books. ISBN 978-0-0633-8942-7
- Modern Warriors: Real Stories from Real Heroes. 2024. Broadside Books. ISBN 978-0063046559